# Rio do Vieira
O rio do Vieira é um curso de água do estado de Minas Gerais, Brasil, que nasce na Fazenda dos Vieira, a 8 km da sede do município de Montes Claros, no norte do estado. Nasce a sudoeste de Montes Claros, drena o centro da cidade, toma a direção norte do município e desagua a nordeste, no rio Verde Grande, na Fazenda Canací, município de Capitão Enéas.